# Basen
Basen je duhovita kratka zgodba, ki z ironijo in izraženim naukom opozarja na napake ljudi. Lahko je zapisana v verzih ali v prozi. Tiste, ki so zapisane v obliki poezije, imajo določen ritem, pogosto pa vsebujejo tudi rimo. Basen sodi pod didaktično književno vrsto, v kateri nastopajo poosebljene živali s človeškimi lastnostmi, na koncu zgodbe pa navadno sledi moralni nauk. Pisane so lahko v vezani ali nevezani besedi.

## Izvor imena
Izraz izhaja iz staroslovanske besede bajati, ki pomeni pripovedovati.

## Značilnosti basni
Pisane so lahko v vezani ali nevezani besedi. Nauk je izražen na začetku, koncu ali ga razberemo iz zgodbe. Živali, ki nastopajo v njej, poosebljajo kakšno značilnejšo in pogostejšo značajsko lastnost (npr. lisica zvitost, lev mogočnost, sraka kradljivost, zajec plašnost). Pogosto na duhovit način, z uporabo ironije in satire, kritizira človeške napake. Podlaga basni je alegorija.

## Razvoj basni
Basni izvirajo iz Orienta. V grški literaturi je osvobojeni suženj Ezop pisal basni tako, da je posnemal indijska in grška besedila. Pozneje jih je Fedrus prepesnil v latinščino. Basni so v 18. stoletju, v času razsvetljenstva, postale priljubljena književna vrsta, s katero so avtorji želeli poučevati in izobraževati bralce.

## Pomembni basnopisci
- Ezop,
- Feder,
- Jean de La Fontaine,
- Ivan Andrejevič Krilov ...

### Primer
Ezop: Lisica in grozdje
Lisico je mučila lakota, zato se je odpravila v bližnji vinograd. Bila je pozna jesen in lisici so se cedile sline ob pogledu na veje, ki so se šibile pod težkimi grozdi. Toda njeno veselje ni dolgo trajalo, kajti grozdi so bili previsoko in lisica jih ni dosegla. Nekajkrat se je vzpela na zadnje noge, toda naposled je morala priznati poraz. Odpravila se je iz vinograda in si govorila: »Naj grozdje obere, kdor ga hoče. Zame je preveč zeleno in kislo. Tudi če mi ga prinesejo na pladnju, se ga ne dotaknem.«
Nauk: Lahko je zaničevati, česar ni mogoče pridobiti.

## Basen na Slovenskem
Na Slovenskem je prvi začel pisati basni Valentin Vodnik. Napisal je basni Sraka in mlade in Nemški in kranjski konj. Ustvaril je naše prve umetne basni v vezani besedi. Največ jih je zapisal Anton Martin Slomšek že pred več kot 100 leti. Vodila ga je želja, da bi s primeri in zgledi iz živalskega sveta, poučno in vzgojno vplival na bralca. Kasneje so mu sledili tudi drugi: 
- Matija Valjavec,
- Janez Trdina,
- Fran Levstik,
- Dragotin Kette

Znan slovenski basnopisec je tudi Slavko Pregl, ki je leta 1978 pri Cankarjevi založbi izdal delo z naslovom Basni.

### Primer
A. M. Slomšek: Sraka in pavje perje
Sraka si je nabrala pavjega perja, ki se je svetilo ko čisto zlato, kadar posije sonce nanj. Ročno se je z njim ozaljšala in našopirila. Tako nalepotičena se bahato vrne med srake, svoje tovarišice, toda jih vsa napihnjena niti ne pogleda. Zaničljivo pusti svoj sračji stan in se prevzetna vrine v tovarišijo pavov. Pavi pa kmalu prepoznajo na sraki svoje perje, jo tujki populijo in jo na pol golo napodijo, od koder se je pritepla. Vsa osramočena in okljuvana se privleče med svoje sestre srake, a tudi srake jo začne poditi, kljuvati in nagajati. Tako je sirota zgubila še svoje perje in se nazadnje od vseh zavržena nikamor ni mogla zateči.
Ne kiti se s tujim perjem!